# La Malle de Singapour
Pour plus de détails, voir Fiche technique et Distribution.

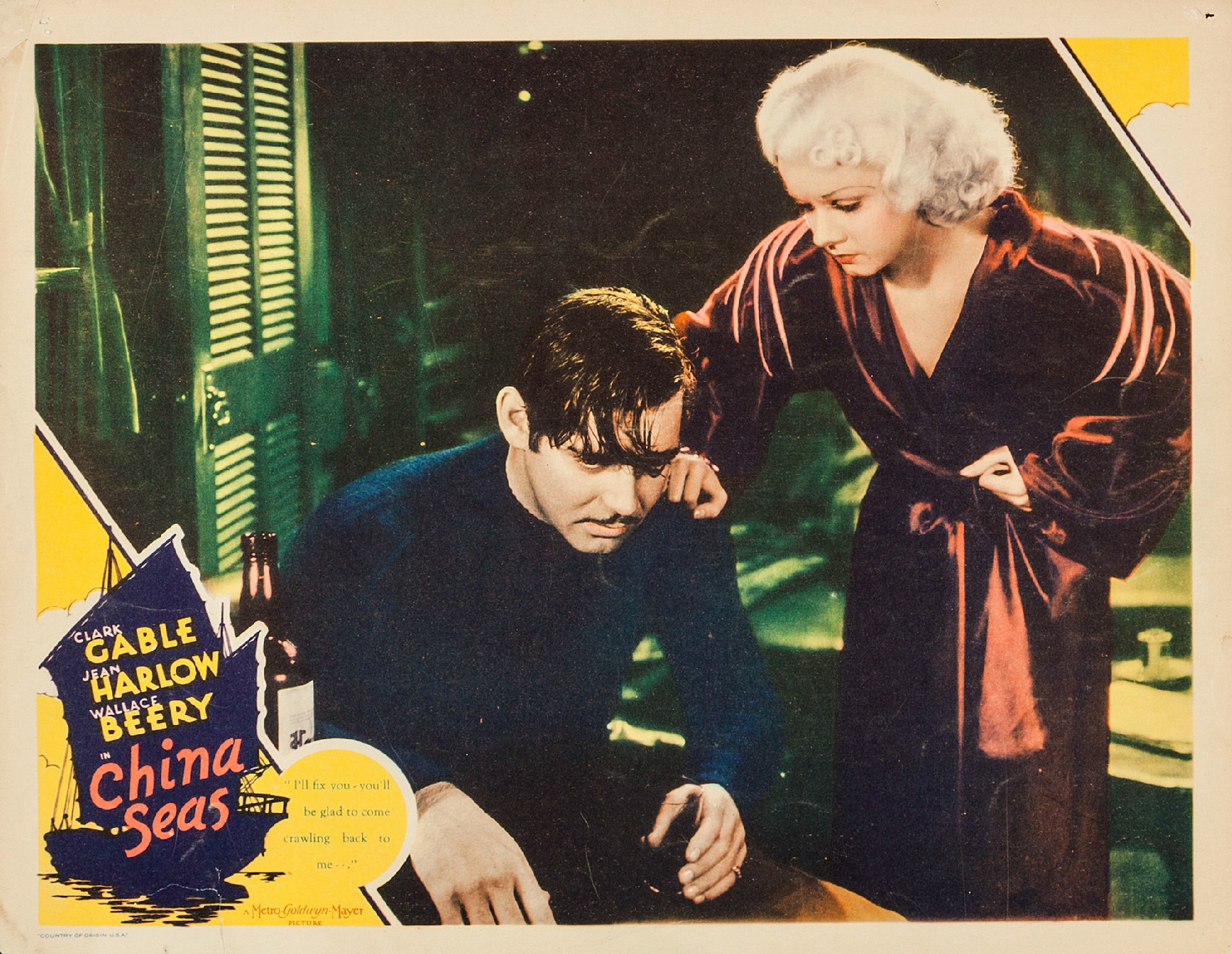
Clark Gable et Jean Harlow

La Malle de Singapour (China Seas) est un film américain pré-Code en noir et blanc réalisé par Tay Garnett, sorti en 1935.

## Synopsis
Un navire quitte le port de Hong Kong avec, à son bord, une cargaison d'or qui attire la convoitise des pirates de la mer de Chine. Alan Gaskell est le capitaine du bateau. Deux femmes sont également du voyage : l'une, anglaise distinguée a connu le capitaine autrefois ; l'autre, China Doll, est la dernière conquête du capitaine, qui ne se résout pas à le quitter.

## Fiche technique
- Titre : La Malle de Singapour
- Titre original : China Seas
- Réalisation : Tay Garnett, assisté de Joseph Newman, William A. Wellman et Harold S. Bucquet
- Scénario : Jules Furthman et James Kevin McGuinness, d'après le roman de China Seas (1930) de Crosbie Garstin
- Musique : Herbert Stothart
- Photographie : Ray June et Clyde De Vinna (seconde équipe, non crédité)
- Premier assistant opérateur : Ellsworth Fredericks (non crédité)
- Montage : William LeVanway
- Direction artistique : Cedric Gibbons
- Costumes : Adrian
- Production : Irving Thalberg et Albert Lewin
- Société de production : Metro-Goldwyn-Mayer
- Pays de production :  États-Unis
- Langue originale : anglais américain
- Format : noir et blanc — 35 mm — 1,37:1 — son : mono (Western Electric Sound System)
- Genre : aventure, romance
- Durée : 87 minutes
- Dates de sortie :
  - États-Unis : 9 août 1935 (New York)
  - États-Unis : 16 août 1935 (sortie nationale)
  - France : 6 décembre 1935

## Distribution

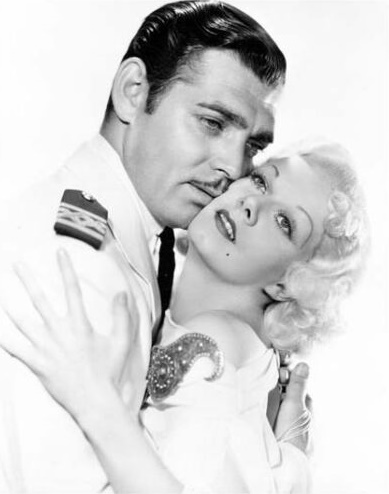
Clark Gable et Jean Harlow (photo promotionnelle).

- Clark Gable (VF : Richard Francœur) : Capitaine Alan Gaskell
- Jean Harlow (VF : Fernande Saala) : Dolly « China Doll » Portland
- Wallace Beery (VF : Henri Monteux) : Jamesy MacArdle
- Rosalind Russell : Sybil Barclay
- C. Aubrey Smith (VF : Jean Croué) : Sir Guy Wilmerding
- Lewis Stone (VF : Jacques Berlioz) : Tom Davids
- Dudley Digges : M. Dawson
- William Henry : M. Rockwell
- Robert Benchley : Charlie McCaleb
- Edward Brophy : Timmons
- Lillian Bond : Mme Timmons
- Soo Yong : Yu-Lan
- Liev De Maigret (créditée Live De Maigret) : Mme Olga Vollberg
- Akim Tamiroff : Paul Romanoff
- Ivan Lebedeff : Ngah
- Carol Ann Beery : Carol Ann

Acteurs non crédités
- Emily Fitzroy : Mme Higgins
- Pat Flaherty : Kingston, second officier
- Willie Fung : Ah Sing, garçon de cabine
- Tetsu Komai : un pirate malais
- Hattie McDaniel : Isabel McCarthy
- Malcolm McGregor : Atkins, directeur des docks
- Donald Meek : le passager joueur d'échecs

## À noter
- Mélange d'aventures et de dilemme amoureux, ce scénario offre à nouveau au couple Jean Harlow / Clark Gable, après La Belle de Saïgon (1932), des retrouvailles[réf. nécessaire].